# Soos
En la mitología griega, Soos (griego antiguo Σόος, Sóos, o Σοῦς Soũs, literalmente ‘impulso, impetuosidad’) fue un rey legendario de Esparta, cuya muerte se sitúa hacia 890 a. C.
Según la tradición, era hijo del rey Procles, descendiente de Heracles, padre de Euripon, ancestro epónimo de la dinastía real de los Euripóntidas. Se ha supuesto que bajo su reinado los espartanos sometieron a los hilotas e invadieron Arcadia.
Plutarco cuenta una anécdota de la campaña de Arcadia: 

Mientras que Soos se encontraba con sus compañeros de armas cerca de la población de Clitoria, fue asediada por sus propios habitantes. A punto de morir de sed, el rey espartano juró abandonar Arcadia si se le permitía beber a él y a todos su camaradas en la fuente vecina. Los clitorianos accedieron, y los espartanos se rindieron en el manantial. Soos propuso ceder la realeza en favor del que se negara a beber, ante el rechazo de sus hombres, se contentó con rociarse con agua, pero sin beber. Se negó a irse de Arcadia puesto que no había bebido.
Plutarco, Licurgo ii.1-3